# Myndus majungensis
Myndus majungensis är en insektsart som beskrevs av Synave 1979. Myndus majungensis ingår i släktet Myndus och familjen kilstritar. Inga underarter finns listade i Catalogue of Life.